# Arétée de Cappadoce
« Arétée » redirige ici. Pour les articles homophones, voir Arété et Arrêté.

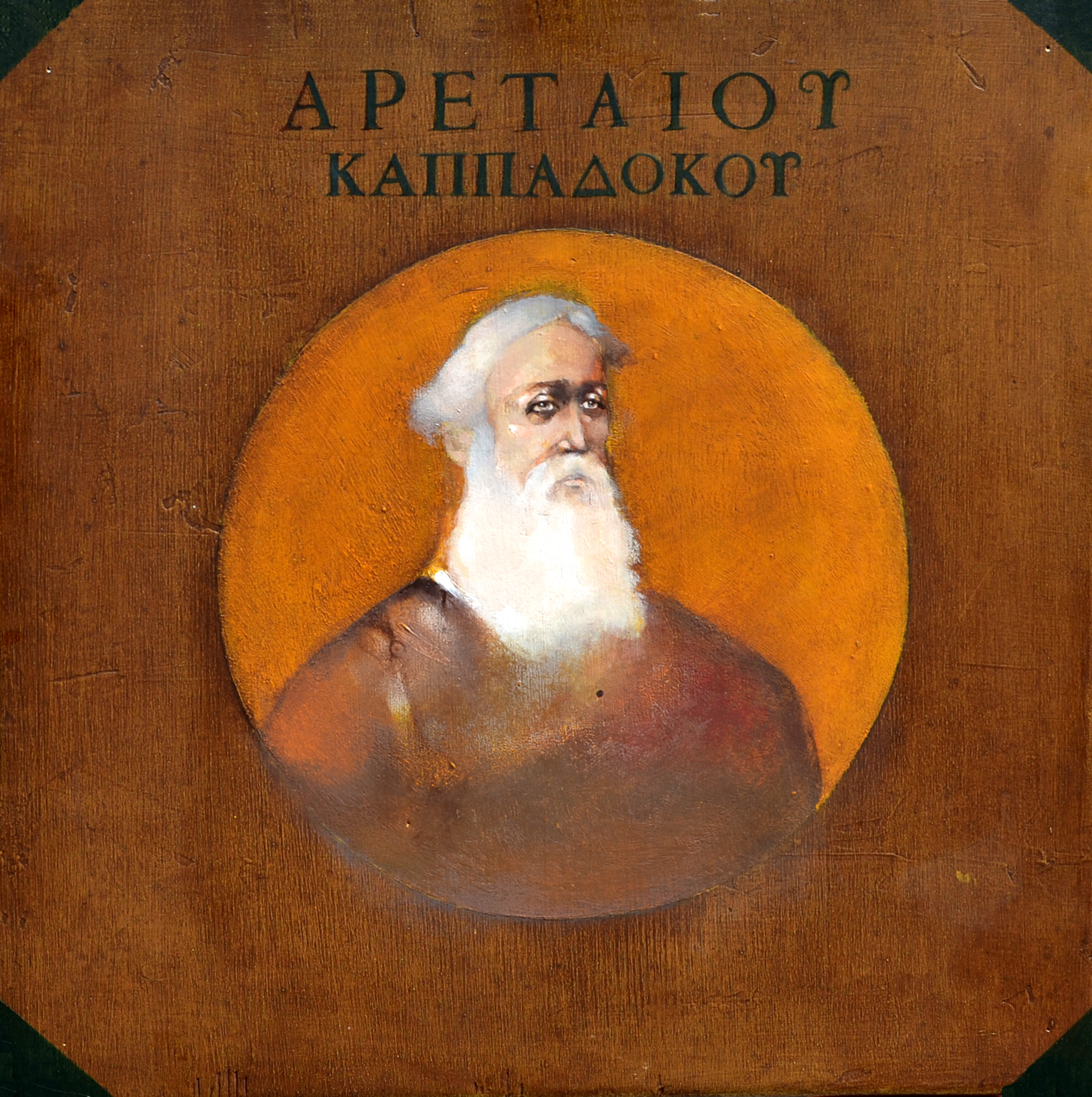
Arétée de Cappadoce, huile sur panneau de bois, Mahmut Karatoprak, 2015 (Collection du Dr Halil Tekiner, Kayseri/Cappadoce)

Aretæus ou Arétée de Cappadoce, (Ἀρεταῖος / Aretaĩos) est un médecin de l'Antiquité romaine (Ier siècle ou IIe siècle apr. J.-C.), originaire d'Anatolie, et auteur d'un traité d'observations cliniques, rédigé en grec ancien (dialecte ionien). Ses observations ont servi de modèles exemplaires jusqu'au XIXe siècle.

## Biographie
On ne sait à peu près rien sur sa personne et sur sa vie. Son nom, Arétée de Cappadoce, indique qu'il est né en Anatolie centrale, en Turquie. C'est sous ce nom qu'il est connu (titre de son premier manuscrit) et cité,.
On peut juste déduire de ses manuscrits et des témoignages d'autres auteurs grecs, qu'il a vécu entre le Ier siècle et le IIe siècle apr. J.-C.  Un intervalle possible de temps serait celui de Néron à Didius Julianus. Des auteurs pensent qu'il a vécu dans la première moitié du Ier siècle apr. J.-C.,. Vivian Nutton préfère l'ancienne hypothèse selon laquelle il aurait été contemporain de Galien,.
On suppose qu'il a étudié à l'école médicale d'Alexandrie car il parle du Nil et de la nourriture des Égyptiens. Mais ni où il a vécu, ni où il est mort n'est connus ; il aurait exercé à Rome, car il parle des vins et des aliments les plus consommés de cette ville.

## Texte et transmission

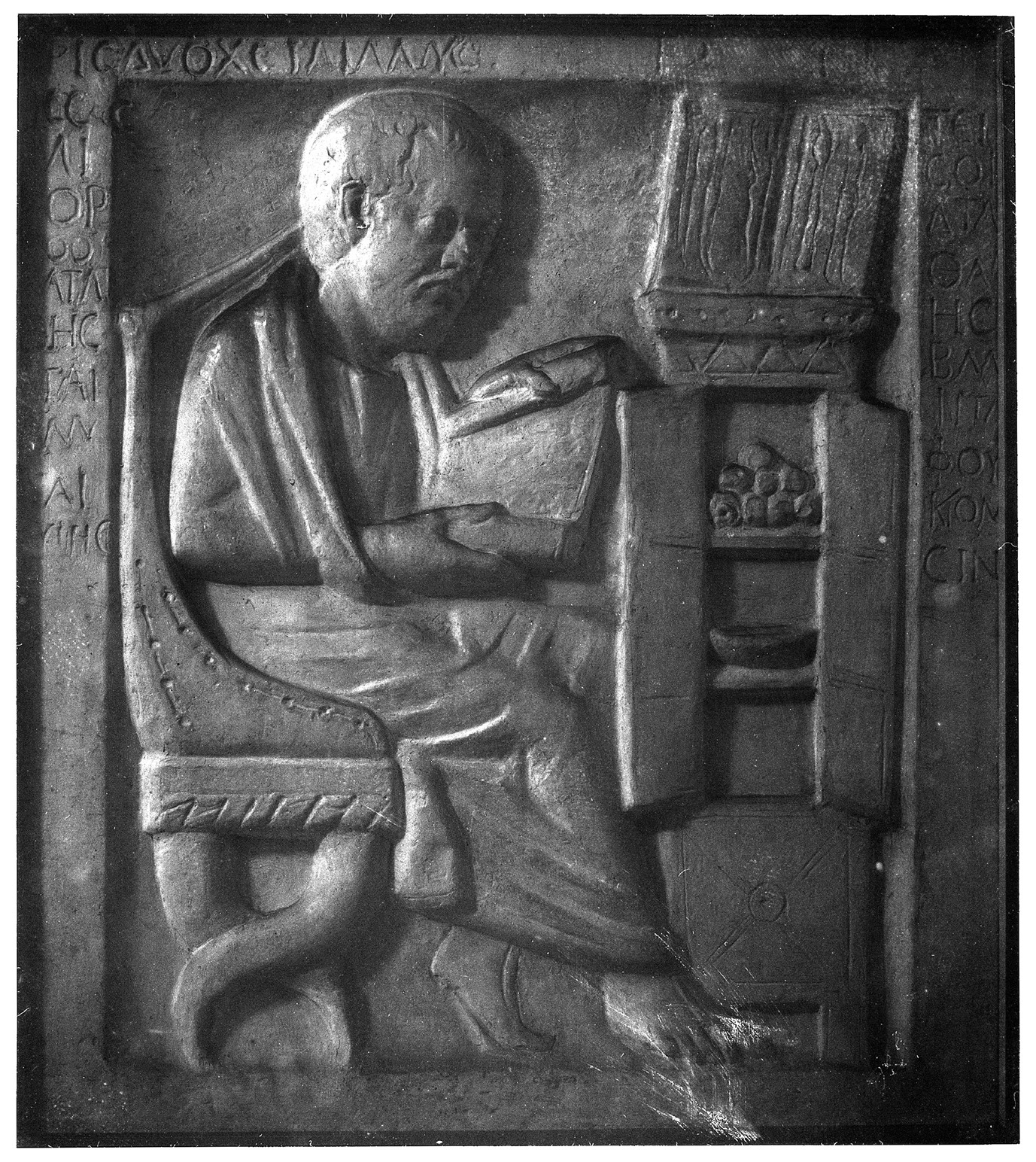
Médecin gréco-romain dans son étude.

Il ne subsiste de lui qu'un seul ouvrage : Traité des signes, des causes et cures des maladies aiguës et chroniques comportant huit livres :
- Deux livres : De causis et signis acutorum morborum
- Deux livres : De causis et signis diuturnorum morborum
- Deux livres : De curatione acutorum morborum
- Deux livres, complets à l'exception de quelques chapitres, écrits en grec ionien : De curatione diuturnorum morborum

Arétée parle dans son traité des autres manuscrits qu'il aurait écrits, sur les fièvres, les maladies des femmes et la chirurgie, mais aucun d’eux ne nous est parvenu.
Son œuvre est d'abord restée en marge de la tradition hippocrato-galénique, en étant très peu citée. Galien l'ignore totalement, ainsi qu'Oribase. Au VIe siècle et VIIe siècle apr. J.-C., il est mentionné par Aetios d'Amida, Alexandre de Tralles, Paul d'Égine, mais il reste ignoré des médecins arabes et médiévaux jusqu'à sa redécouverte au XVIe siècle, à la faveur de l'humanisme de la Renaissance (retour aux sources grecques).
Son traité est donc connu par une vingtaine de manuscrits en mauvais état, tous tardifs (seconde moitié du XVe siècle). Giono Paolo Crasso (dit Junius Paulus Crassus), professeur à Padoue, découvre un manuscrit grec d'Arétée, et décide de le traduire en latin, en collationnant également d'autres manuscrits. Cette première traduction latine est imprimée à Venise en 1552. Elle est reprise dans Medicae artis principes (1567), recueil de textes médicaux antiques postérieurs à ceux d'Hippocrate et Galien, imprimé par Henri Estienne. Ce qui assure à Arétée une place parmi les grands médecins de l'Antiquité. « Cette traduction latine imprimée fait connaitre Arétée à des lecteurs plus nombreux que ceux qui pouvaient le lire dans des manuscrits grecs ».
La première édition en grec, plus complète (5 chapitres étaient manquants dans l'édition latine), est celle de 1554. Elle est attribuée à Jacques Goupil, pour le compte d'Adrien Turnèbe, l'imprimeur royal d'Henri II.
De nouvelles éditions, accompagnées ou non de commentaires, se succèdent avec la découverte de nouveaux manuscrits : en 1603 par Georg Henisch, celle de John Wigan (en) (1725), de Pierre Petit (1726, publiée après la mort de l'auteur), de Boerhaave (1731), de Haller (1772). Au XIXe siècle, il existe deux traductions françaises, celle de Laennec restée longtemps manuscrite (105 feuillets conservés à la Bibliothèque Universitaire de Nantes) et publiée en 2000, et celle de M.L. Renaud (1834)

## Style
Arétée se veut un digne successeur d’Hippocrate de Cos. Il fait montre d'hermétisme médical en écrivant dans la langue d’Hippocrate, l’ionien, qui n'avait pourtant plus cours au premier siècle. Ce caractère archaïque a donné à penser qu'Arétée serait un auteur beaucoup plus ancien, mais il s'agirait plutôt d'une fidélité doctrinale à l'hippocratisme.
Sa manière d'écrire est concise, précise, saisissante, il peint les maladies de manière naturaliste, originale, certains de ses tableaux cliniques sont très expressifs et presque modernes. Elle ne fait cependant pas l'unanimité chez des médecins historiens, comme Daremberg qui n'aimait pas Arétée : « La rhétorique a masqué la médecine. La phrase est si élégante, qu'on est séduit par la forme et qu'on est enclin à considérer comme ressemblant ce qui est peint sous de vives couleurs». De même, Souques qui trouve le style pompeux, surchargé de métaphores, et qui conclut, après avoir cité Daremberg, « c'est mon sentiment. Il y a cependant de bonnes choses dans Arétée».

## Méthode et doctrine
Sa méthode de diagnostic reprend le modèle humoral hippocratique. Il commence chaque chapitre par une courte description anatomique de la partie dont il va décrire les maladies. Cette anatomie succincte est celle de son temps, parfois fautive du point de vue moderne.
Loin de rester prisonnier des dogmes d'aucune secte, il expose une clinique et une thérapeutique basées sur son jugement, son expérience et l'observation. Arétée n'est pas un compilateur, il ne traite que de ce qu'il a constaté lui-même de visu. Démarche reprise plus tard au XVIIe siècle par Sydenham et XVIIIe siècle par Morgagni. Ce dernier fait les louanges d'Arétée, comme lui, Morgagni attache une importance particulière à l'environnement du malade (l'air qu'il respire, les aliments qu'il ingère, les appartements où il vit). Il est le premier à s'intéresser à ce que les médecins du XIXe siècle appelaient « habitus» et reconnaît en cela l'influence du médecin grec qui « l'a tant impressionné »,.
Inconnu du grand public, Arétée est cependant considéré, au début du XIXe siècle par Laennec ou Pinel, comme aussi important que Hippocrate, dont il reprend d'ailleurs en partie l'approche nosologique clinique. C'est-à-dire qu'il envisage de classer les maladies selon leurs symptômes, faute de pouvoir le faire sur leurs causes ou sur leur mécanismes. Il évite ainsi la plupart des querelles de doctrine, en développant pleinement la distinction entre les maladies aigües (Hippocrate en avait déjà fait un groupe distinct) et les maladies chroniques.
Vivian Nutton et Danielle Gourevitch placent Arétéé dans le groupe des médecins « hors secte ». Nutton le range comme médecin « rationaliste ». D'autres le classent parmi les « pneumatiques »,, mais si Arétée mentionne le pneuma (le souffle, l'esprit) ce n'est pas assez pour le rattacher à cette doctrine. De même, lorsqu'il mentionne le « tonos » (énergie ou force vitale), ou la qualité des éléments (par exemple, la céphalée due au froid et au vent sec), il montre qu'il peut emprunter à toutes les écoles, en restant lui-même un esprit original.

## Éthique
Arétée n'hésite pas à faire partager son sentiment et ses émotions, devant des situations pénibles ou atroces. Cette compassion s'accompagne d'une rigueur de principe : face à des maladies qui l'ont frappé d'horreur (le tétanos ou « l'iléon » probablement occlusion intestinale aigüe), le médecin selon lui, même dans ces situations désespérées, ne doit pas participer au suicide : « Même lorsque la mort est un bonheur pour ceux qui souffrent ainsi, il ne convient pas à un médecin de s'en occuper » (maladies aigües, II, 5).
Il témoigne aussi des réactions communes, psychologiques ou sociales face à la maladie, comme le sentiment d'humiliation ou de honte ressenti par le patient épileptique, l'abandon par leurs proches des patients atteints de lèpre, ou encore que même un homme du peuple sait reconnaitre un phtisique (tuberculeux) dans « une personne pâle, défaite, décharnée, poursuivie par une toux continuelle ».

## Tableaux cliniques
Les plus éminents médecins depuis la Renaissance jusqu'au XIXe siècle lisent beaucoup Arétée, et le citent dans leurs références bibliographiques : on retrouve Arétée cité par Valsalva, Cabanis, Morgagni, Laennec, Chomel, entre autres.
Laënnec le cite parmi les médecins qui ont ouvert la voie à la médecine « moderne », alliant observation, approche rationnelle et sens critique. Ses descriptions, son talent d'observation sont dignes d'Hippocrate. Selon Mirko D Grmek, Arétée est l'un des représentants de la médecine hellénistique et romaine s'attachant à retracer des tableaux synthétiques de maladies : « La remarque d'Aristote qu'il n'y a pas de science de l'individu et de l'unique devenait de plus en plus évidente : s'il est vrai que le médecin observe et soigne des individus, l'art médical comme tel ne peut concevoir que des règles générales ». » Les descriptions synthétiques d'Arétée les plus remarquables sont celles de l'apoplexie, de l'épilepsie, de la mélancolie ; de la migraine, du tétanos ; de la phtisie ; du diabète, de la lithiase urinaire ; il aurait aussi entrevu la lèpre et la diphtérie.

### Diabète
Encore inconnu au temps d'Hippocrate, probablement à cause de sa rareté, le diabète apparait comme une maladie relativement fréquente et sérieuse sous l'Empire Romain (modifications des habitudes sociales et alimentaires). On lit habituellement que c'est Galien (129-201 apr. J.-C.) qui, le premier, reprend les descriptions du « mal de la soif » (notamment celle d'Appollonius de Memphis, inventeur du mot « diabète » en 250 av. J.-C.).
Arétée est le premier à insister sur l'observation qu'il a faite, celle de l'évolution vers la cachexie des malades atteints de diabète : « Le développement de la maladie est progressif mais courte sera la vie de l'homme chez lequel la maladie est complètement développée. Un amaigrissement rapide se produit et la mort survient vite (...) L'urine emmène avec elle différentes parties du corps qui ont été liquéfiées. D'où il me semble que cette affection a reçu le nom de diabète, ce qui signifie siphon, car les fluides ne restent pas dans le corps qu'ils utilisent comme un canal à travers lequel ils peuvent passer. ». » Il ne manque que la description de la glycosurie, le « Madu Mehe » décrit par le médecin Sushruta (Inde, VIe siècle av. J.-C.) puis beaucoup plus tard par Paracelse au XVe siècle puis Thomas Willis au XVIIe siècle.

### Apoplexie
Arétée situe les lésions à l'origine de paralysies après « ictus apoplectique » du côté cérébral opposé à l'hémiplégie, qu'il explique par « l'entrecroisement de nerfs » partant du cerveau (maladies chroniques, livre I, chap. VII). Plusieurs des médecins des siècles qui suivirent rejetèrent cette assertion, jusqu'à l'avènement de l'anatomie-pathologique de Morgagni (1761) confirmant les talents d'observation d'Arétée.
Selon Souques, Arétée n'est pas un anatomiste, c'est d'abord un clinicien qui imagine ou admet un entrecroisement théorique, car stricto sensu les nerfs partant du cerveau ne se croisent pas, il s'agit en fait d'un entrecroisement (décussation) des voies motrices et sensitives qui ne sera démontré qu'à l'époque moderne.

### Phtisie et asthme
Les lignes qu'Arétée de Cappadoce consacre à la phtisie et à l'asthme le font considérer comme un des premiers des « pneumo-phtisiologues ».
Il reprend la notion d'habitus phtisicus (apparence générale du sujet atteint de phtisie) d'Hippocrate, en mentionnant notamment les scapulæ alatæ (omoplates faisant saillie en forme d'ailerons). Sa description de la phtisie pulmonaire (tuberculose pulmonaire) est détaillée par le menu avec beaucoup de discernement. Selon Laennec, cité par M.D. Grmek, cette description est « un tableau effrayant de vérité ». Grmek ajoute : « son chapitre sur la phtisie est l'apogée de la sémiologie médicale de l'Antiquité. Même un praticien d'aujourd'hui aurait des choses à apprendre en méditant ce texte ».
L'asthme est désigné sous le nom de « orthopnée », parce que le patient veut se redresser et respirer debout. Il note sa fréquence chez l'enfant et sa disparition à l'adolescence, mais s'il persiste chez un homme adulte, c'est une maladie dangereuse. Arétée décrit la crise d'asthme : l'oppression dans la poitrine, le rougissement des joues, les yeux exorbités, la tentative de trouver de l'air frais, le soulagement de la fin de crise, jusqu'au retour des crises suivantes. Il attribue cet asthme à un froid humide, le différenciant de l'essoufflement aux vapeurs nocives chaudes (brûleurs de chaux, travailleurs des métaux, employés aux fourneaux dans les bains..). L'explication froid/chaud est fausse du point de vue moderne, mais la distinction est correcte.

### Lèpre
Aretée donne une description approfondie de l'elephantiasis, terme de médecine antique désignant la lèpre (et qui, en médecine moderne, désigne tout autre chose : une forme compliquée de filariose lymphatique). Il montre son début insidieux, les lépromes (nodules infiltrés de la lèpre), le faciès léonin, et les mutilations finales. Il n'indique pas la perte de sensibilité de la lèpre tuberculoïde, son expérience directe étant confrontée avec la seule forme lépromateuse, à basse résistance immunitaire.

### Épilepsie
Arétée de Cappadoce fait également une description précise et fine de l'épilepsie. Il est l'un des premiers à décrire l'aura (symptômes annonciateurs -phénomènes sensoriels- qui peuvent précéder certaines crises épileptiques). Il donne des exemples de stimuli provoquant ce qu'on appelle aujourd'hui des épilepsies réflexes :
« Aussi les uns tombent à la moindre cause, au moindre chagrin ; les autres, s'il leur arrive de fixer le courant d'une rivière, ou bien une roue que l'on tourne, ou un sabot que l'on fait pirouetter ; enfin s'il leur arrive de sentir une odeur un peu forte » (maladies aigües, livre I, chap.V).
En décrivant en détail la grande crise épileptique, il ajoute deux métaphores :
« L'état de ces infortunés ressemble beaucoup à celui d'un taureau qu'on vient d'égorger (...) Ainsi les épileptiques, de même que la mer lorsqu'elle est agitée par la tempête, rejettent une grande quantité d'écume, et alors se relèvent comme ayant fini leur accès ».
Tout en louant Arétée pour sa description magistrale et complète de la crise épileptique « il n'oublie rien d'essentiel », Souques trouve son style métaphorique superflu. D'autres considèrent dans les textes médicaux antiques la valeur opératoire des métaphores, de l'imagination et de la poésie.

### Mélancolie et manie
Arétée distingue l'hallucination (« rêve éveillé », ou sensation vaine, perception sans réalité qui la provoque) de l'illusion (erreur d'interprétation à partir d'un stimulus réel). Il rattache les hallucinations à la phrenitis (agitation délirante lors de paroxysmes fébriles), et les illusions à la manie. La manie s'oppose d'abord à la phrenitis, la manie étant un état durable sans fièvre.
Tous les historiques de la psychose maniaco-dépressive commencent par une référence à Arétée de Cappadoce, considéré comme le premier à avoir eu une conception unitaire entre manie et mélancolie. Selon Pigeaud, « c'est une idée reçue que l'on rencontre dans tous les ouvrages de vulgarisation ». Une des sources de cette idée reçue serait Pinel, citant Arétée comme autorité. En fait, depuis Aristote, il existait déjà une tradition médico-philosophique faisant de la mélancolie et de la manie, deux états d'un même trouble des humeurs, affectant la bile.
Cette tradition unitaire est traversée par des discussions (la mélancolie comme espèce du genre manie - ou le contraire - ; la manie affectant la tête et la mélancolie le ventre ; la manie ou la mélancolie comme état de début...). Arétée ne fait que s'inscrire dans ce débat en disant « les formes de la manie sont innombrables, mais elle est une par le genre » et en faisant de la mélancolie, un état de début, précédant l'état maniaque.
« Il me semble que la mélancolie est le départ et une partie de la manie. Chez les maniaques, en effet, la pensée se tourne tantôt vers la colère, tantôt vers la joie ; mais chez les mélancoliques, elle ne se tourne que vers le chagrin et l'abattement ».
Les descriptions d'Arétée peuvent être vues comme assez proches de ce qu'on appelle aujourd'hui le trouble bipolaire. À condition toutefois d'occulter le fait que tous les auteurs antiques décrivent aussi la concomitance de troubles psychiques et de troubles digestifs, pour expliquer la manie et la mélancolie. Arétée s'applique plus à distinguer manie et mélancolie qu'à approfondir leur réunion.